# La legge dei più forti
La legge dei più forti (Black and Blue) è un film del 2019 diretto da Deon Taylor.

## Trama
Alicia West, ex militare in Afghanistan, torna nella sua città natale, New Orleans, dove viene reclutata nella narcotici. Una sera, per consentire a un collega di tornare a casa dalla moglie, Alicia si offre di prendere il suo posto in turno con il collega Brown. Dopo aver ricevuto una chiamata di emergenza, i due si recano nei pressi di un edificio abbandonato. Brown dice ad Alicia di aspettare in macchina. A un tratto la poliziotta sente uno sparo proveniente dall'edificio in cui Brown è entrato e, dopo essere accorsa, è testimone dell'uccisione di un giovane spacciatore disarmato da parte del poliziotto Terry Malone e dei suoi uomini. Il tutto viene ripreso dalla bodycam di Alicia. Mentre l'agente Malone tenta di darle una spiegazione sull'accaduto, un altro collega, Smitty, preso dal panico nel vedere la videocamera di Alicia, le spara ferendola a un fianco.
Alicia fugge, inseguita da Malone e dai suoi uomini, trovando momentaneo rifugio nel market di un uomo, Mouse, che è dapprima diffidente ma, dopo essersi reso conto che i poliziotti nascondono pericolose intenzioni, si offre di aiutarla. Alicia cerca di ottenere aiuto dal suo amico e collega Jennings, ma scopre che anche lui è corrotto e fugge da lui. Nel frattempo, Malone incolpa Alicia dell'omicidio e si mette alla sua ricerca per impossessarsi del filmato e ucciderla. Ma anche il capo dei trafficanti, Darius, la cerca perché Zero, il ragazzo che Malone ha ucciso e del quale è stata incolpata la poliziotta, era suo nipote. Mentre si sta curando la ferita a casa di Mouse, Alicia viene raggiunta dai cattivi poliziotti. Alicia e Mouse scappano, ma quest'ultimo viene ferito e catturato da Darius, che lo fa picchiare selvaggiamente per ottenere notizie sulla poliziotta. Alicia si reca nel quartiere degli spacciatori per spiegare a Darius come si sono svolti realmente i fatti. Darius, dopo aver visionato il filmato registrato da Alicia e aver visto che il vero assassino è Malone, lascia liberi la ragazza e Mouse. Nel frattempo sopraggiungono Malone con molti altri poliziotti. Ne segue una furiosa sparatoria nella quale rimangono uccisi sia Darius sia il poliziotto Brown. Alicia consegna a Mouse la videocamera contenente il filmato affinché, vestito da poliziotto, la porti alla stazione di polizia, mentre lei rimane cercando di distrarre Malone, che vuole ucciderla, per poter fuggire. A un certo punto Malone e Alicia si scontrano direttamente, mentre l'intera comunità nera assiste. Alicia riesce ad avere il sopravvento sull'uomo, ma nel frattempo arrivano altri poliziotti. Malone tenta un'ultima volta di ucciderla, fingendo di avere una pistola, ma il suo compagno Jennings gli spara al petto.
Mouse riesce a caricare il filmato nel computer della polizia, così Alicia viene scagionata e riabilitata, guadagnandosi non solo il rispetto dei colleghi, ma anche la fiducia e il rispetto della comunità di colore.

## Produzione
Nell'agosto 2017 la Screen Gems acquista la sceneggiatura speculativa di Peter A. Dowling, che viene coprodotta insieme alla Royal Viking Entertainment.
Le riprese del film sono iniziate il 17 gennaio e sono terminate il 28 febbraio 2019.
Il budget del film è stato di 12 milioni di dollari.

## Promozione
Il primo trailer del film viene diffuso il 23 giugno 2019.

## Distribuzione
La pellicola, precedentemente fissata per il 20 settembre, è stata presentata all'Urbanworld Film Festival il 21 settembre 2019 e distribuita nelle sale cinematografiche statunitensi a partire dal 25 ottobre 2019. In Italia è stato distribuito on demand nel 2020.

## Accoglienza

### Incassi
Il film ha incassato 22.738.740 dollari in tutto il mondo.